# Eugen Bjørnstad
Eugen Bjørnstad, född 12 december 1909, död 13 augusti 1992, var en norsk racerförare. 
Bjørnstad körde Grand Prix-racing med en Alfa Romeo Monza under 1930-talet. Han vann  bland annat Norges Grand Prix och Finlands Grand Prix under 1936.
Den norska motorsportpressens pris Eugenprisen har fått sitt namn efter Eugen Bjørnstad.